# Hoplitis parnesica
Hoplitis parnesica är en biart som först beskrevs av Mavromoustakis 1958.  Hoplitis parnesica ingår i släktet gnagbin, och familjen buksamlarbin. Inga underarter finns listade i Catalogue of Life.